# 인텔샛 1호

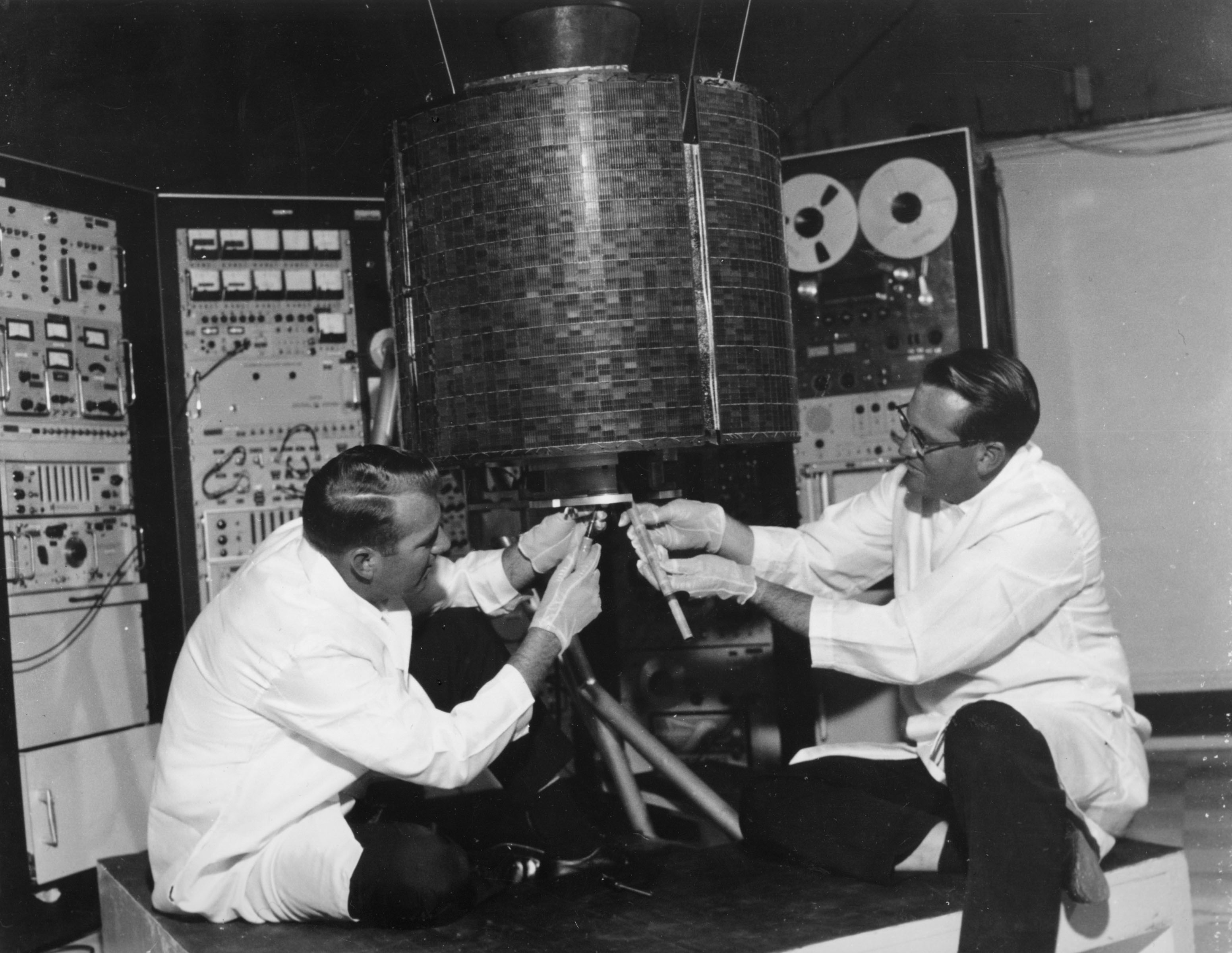
엔지니어 Stanley R. Peterson (왼쪽) 과 Ray Bowerman (오른쪽)이 발사전 인텔셋 1호를 점검하고 있는 모습

인텔샛 1호(Intelsat I, 별칭은 Early Bird로 속담인 The early bird catches the worm(이른 새가 벌레를 먼저 잡는다)에서 따왔다. NSSDCA/COSPAR 번호: 1965-028A)는 정지 궤도에 올려진 세계 최초의 상업 용도의 통신 위성으로, 위성과의 생활을 처음 만든 위성이기도 하다. 인텔샛 1호는 1965년 4월 6일 개발사이자 서비스 운영사인 COMSAT과 협약을 맺은 NASA에 의해 미국의 케이프커내버럴에서 발사되었다. 얼리 버드는 휴즈 항공의 우주 통신 그룹(그후 휴즈 우주 및 통신 회사가 되고, 현재는 보잉 새틀라이트 시스템즈가 되었다) 아래의 COMSAT이 제작하고 인텔샛과 같이 운영하였으며, 인텔샛 1호의 상업적 서비스는 동년 6월 28일에 실시하였다. 얼리 버드는 델타 D 로켓을 이용하여 발사되었으며, 6대의 어포지 모터를 이용하여 최종적으로 대서양 서경 28도 정지위성 궤도에 올라서 서비스를 하게 된다.
얼리 버드는 태양전지와 내장 배터리와 더불어 6W, 50 MHz 대역폭을 가진 트랜스폰더를 장치하고 있었으며, 다중 접속이 불가능 하였으며, 음성 연결 240개 아니면 하나의 TV 채널만 통신 가능했다. 이를 이용해 1965년 12월 최초로 우주선이 착륙하는, 정확하겐 제미니6A호가 착륙하는 TV 영상의 시청권 확보에 사용되었다. 인텔샛 1호는 처음 18 개월 동안 구동되도록 예정되었지만, 4년을 더 서비스하여, 1969년 1월 정지 시켰으나, 동년 6월에는 아폴로 11호 TV 중계를 위해 잠시 재가동하게 된다. 인텔샛 1호는 그후 1969년 8월 다시 정지되게 되나, 1990년 25주년 발사를 위해 잠시 재가동된것을 제외하곤 정지상태로 있으며, 궤도에 계속 남아있다.
얼리 버드는 유럽과 북미간의 텔레비전, 전화, 팩시밀리, 전보 등의 모든 통신을 직접 그리고 거의 즉각적으로 처리하는 최초의 인공위성이었다. 또한 얼리 버드는 상업용 통신에서의 정지 통신위성의 사용가능성을 보여주는 위성이기도 하였다.얼리 버드는 또한 매우 작았는데, 크기는 71 x 58.4 cm였으며, 페이로드 무게는 149kg였지만 위성의 실제 무게는 38.6kg 밖에 되지 않았다. 또한 얼리 버드는 최초의 위성을 이용한 라이브 방송이었던 Our World 에 사용된 위성이기도 하다.

## 모델
실제 크기 모델, 혹은 비행 테스트 모델은 워싱턴 DC의 인텔샛 본사의 메인 로비에 걸려 있다.

## 같이 보기
- Syncom - 최초의 정지궤도 및 정지 위성